# (365756) ISON
(365756) ISON est un astéroïde, classé comme centaure ou membre de la ceinture principale extérieure.

## Description
(365756) ISON est un astéroïde de la ceinture principale selon le Centre des planètes mineures ou un centaure selon le JPL. Il fut découvert le 4 novembre 2010 à Mayhill-ISON par Léonid Vladimirovitch Élénine. Il présente une orbite caractérisée par un demi-grand axe de 5,72 UA, une excentricité de 0,53 et une inclinaison de 20,0° par rapport à l'écliptique.
Il est nommé d'après le réseau International Scientific Optical Network.

## Compléments